# Tom Aherne
Pour les articles homonymes, voir Aherne.
Tom Aherne, né le 26 janvier 1919 à Limerick et mort le 30 décembre 1999 à Luton en Angleterre, est un footballeur international irlandais qui évoluait au poste d'arrière latéral gauche. Il fait partie des doubles internationaux irlandais puisqu'il a été sélectionné à la fois en équipe d'Irlande de football et en équipe de république d'Irlande de football.

## Biographie

### Jeunesse et formation
Tom Aherne naît à Limerick dans l'ouest de l'Irlande. Ses premiers pas sportifs sont effectués dans les équipes de hurling de sa ville. Il se révèle vite comme un futur talent au sein du Treaty Sarsfields et joue même un match avec le Limerick GAA la sélection de son comté. Il décide toutefois de se concentrer sur le football et joue dans l'équipe du Limerick FC. Un de ses coéquipiers est un autres futur double-international, Davy Walsh. Pendant la Seconde Guerre mondiale, il intègre l'armée irlandaise. Il stationne avec son régiment à Crosshaven. Ses prestations à Limerick le font remarquer. Il est alors recruté par le club qui domine alors le championnat nord-irlandais, le Belfast Celtic Football Club.

### Avec le Belfast Celtic
À Belfast, Aherne joue dans une équipe qui domine le football nord-irlandais dans les premières années d'après-guerre. Il joue avec des joueurs comme Jackie Vernon, Billy McMillan, Robin Lawler et Johnny Campbell. Avec eux il remporte son premier trophée, la Coupe d'Irlande du Nord en 1947. La saison suivante il remporte le championnat avec quatre points d'avance sur leur pire ennemi le Linfield FC. Aherne est un des onze joueurs qui dispute le jour du Boxing Day 1947 le match contre Linfield. Le match s'annonce tendu car quelques semaines plus tôt les deux équipes s'étaient rencontrées en City Cup et le match avait été troublé par une violente confrontation entre le gardien de but du Belfast Celtic Kevin McAlinden et l'avant-centre de Linfield Billy Simpson. Le Belfast Celtic mène pendant pratiquement tout le match, mais Linfield égalise dans la dernière minute. Les supporters de Linfield envahissent alors le terrain et attaquent plusieurs joueurs du Belfast Celtic dont l’avant-centre Jimmy Jones qui est gravement blessé, souffrant d’une jambe cassée. Ce match marque le commencement de la fin d'histoire du Belfast Celtic qui arrête de disputer le championnat sur sa victoire cette saison là.
Son club étant en train de se disloquer, Aherne est alors recruté par les Anglais du Luton Town. Avant de rejoindre l'Angleterre, il participe toutefois à la tournée d'adieu du Belfast Celtic.

### Avec Luton Town
Tom Aherne est recruté pour la somme de 6 000 £. Il dispute son premier match sous ses nouvelles couleurs le 19 mars 1949 lors d'une défaite deux buts à un sur le terrain de Tottenham Hotspur. Malgré son âge avancé, il a déjà plus de trente ans lorsqu'il rejoint Luton Town, Aherne s'impose rapidement dans l'équipe et devient un titulaire indiscutable sur le flanc gauche de la défense de Luton Town. Il est toujours présent lorsque Luton Town réussit à rejoindre la première division anglaise au terme d'une belle saison 1954-1955. Au total il joue 288 matchs avec Luton Town, dont 267 en championnat.
Retiré du football professionnel, Tom Aherne continue néanmoins à jouer en prenant une licence amateur dans un club local, le Luton Celtic.

## Sa carrière internationale
Quand Tom Aherne commence sa carrière internationale, deux équipes se réclament de la dénomination d’Équipe d'Irlande : l’une basée à Dublin sous l’autorité de la FAI (fédération d'Irlande de football) et l’autre basée à Belfast sous l’autorité de l'IFA (Association irlandaise de football) et qui n’est pas affiliée à la FIFA et ne dispute donc que des matchs amicaux et notamment le British Home Championship contre les autres nations britanniques. Cette situation dure jusqu’en 1954 date à laquelle la FIFA pour ne pas entrer dans le jeu politique et pour interdire à chacune des deux équipes le droit de porter le nom d’« Irlande » les dénomme équipe de république d'Irlande de football et équipe d'Irlande du Nord de football. Comme de nombreux footballeurs marquants de cette période, Aherne joue donc pour ces deux équipes.

### En équipe de république d'Irlande (FAI)
Entre 1946 et 1953, Tom Aherne est sélectionné à seize reprises en équipe de république d'Irlande de football. Il fait ses grands débuts internationaux en juin 1946 au cours d'une tournée dans la péninsule Ibérique. Il dispute deux matchs, le premier contre le Portugal, une défaite 3-1, le second contre l'Espagne, une victoire surprise 1-0. Il est régulièrement sollicité au cours des années suivantes et est un des éléments clé de la sélection pendant la compagne de qualification à la Coupe du monde de football de 1950. Aherne est titulaire lors de la grande victoire irlandaise contre l'Angleterre à Goodison Park 2-0. C'est la première victoire de l'histoire d'une équipe hors équipes du Royaume-Uni sur l'Angleterre chez elle.

### En équipe d'Irlande (IFA)
Entre 1946 et 1950 Tom Aherne fait aussi six apparitions sous les couleurs de l'équipe d'Irlande de football (IFA). Il participe notamment aux tours préliminaires à la Coupe du monde de football 1950. C'est le British home championship 1950 qui sert de groupe de qualification. Aherne, en même temps que Con Martin, Reg Ryan et Davy Walsh, est un des quatre joueurs originaires de la partie sud de l'Irlande à être sélectionné par l'IFA. De ce fait il joue pour deux équipes différentes lors de la même compétition de la FIFA. Cette situation anormale fait partie de l'ensemble des faits qui a poussé l'organisation internationale à intervenir dans le débat de la représentation de l'Irlande dans les compétitions internationales. Aherne est donc un des quatre derniers joueurs nés dans l'État d'Irlande à jouer pour la fédération nord-irlandaise.

## Palmarès
Avec le Belfast Celtic
- Championnat d'Irlande du Nord (1)
  - Vainqueur en 1947-1948
- Coupe d'Irlande du Nord
  - Vainqueur en 1946-1947
  - Finaliste en 1948-1949

Avec Luton Town
- Championnat d'Angleterre de deuxième division
  - Deuxième en 1954-1955